# Raman Pratassewitsch

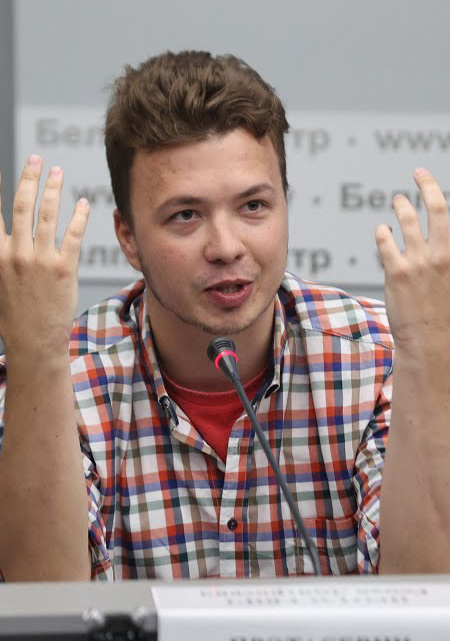
Raman Pratassewitsch auf der Pressekonferenz in Minsk am 14. Juni 2021

Raman Dsmitryjewitsch Pratassewitsch (belarussisch Раман Дзмітрыевіч Пратасевіч, russisch Роман Дмитриевич Протасевич ‚Roman Dmitrijewitsch Protassewitsch‘; * 5. Mai 1995 in Minsk) ist ein belarussischer Journalist und Blogger, der vor allem als Dissident und Oppositions-Aktivist bekannt geworden ist. Er war Chefredakteur des Warschauer Nachrichtenkanals Nexta, der sich gegen das autoritär-diktatorische Regime Aljaksandr Lukaschenkas positioniert.
Nach der erzwungenen Landung von Ryanair-Flug 4978 am 23. Mai 2021 wurde Pratassewitsch in Minsk festgenommen und galt als politischer Gefangener. Am 22. Mai 2023 wurde er begnadigt.

## Aktivitäten in der belarussischen Opposition
Raman Pratassewitsch ist seit seiner Jugend Oppositionsaktivist und nahm in den frühen 2010er Jahren an Protesten teil. Er war Vize-Leiter einer großen Anti-Lukaschenka-Gruppe im sozialen Netzwerk VKontakte, bis diese 2012 von den Behörden gehackt wurde. Er trat in die Fakultät für Journalismus der Belarussischen Staatlichen Universität ein, wurde aber bald darauf der Universität verwiesen.

## Aktivitäten in der Ukraine
2014 war Pratassewitsch beim Euromaidan in Kiew und anschließend nach eigenen Aussagen für ein Jahr als Kriegskorrespondent im Kriegsgebiet tätig, dabei wurde er nach eigenen Angaben verwundet. Laut Asow-Kommandeur Andrij Bilezkyj begleitete er in seiner Funktion als Journalist Angehörige des Regiments Asow und anderer Einheiten in der Ostukraine.
Nach seiner Verhaftung 2021 in Belarus (siehe #Verhaftung im Mai 2021) erhob die Generalstaatsanwaltschaft der international nicht anerkannten „Volksrepublik Lugansk“ Anklage gegen Pratassewitsch. Dieser sei im Sommer 2014 dem Asow-Bataillon beigetreten und habe als stellvertretender Kommandeur einer Einheit im Donbass gekämpft. Laut Oleksij Kusmenko vom Recherchenetzwerk Bellingcat gebe es keine Beweise, dass Pratassewitsch in den Reihen von Asow in der Ukraine gekämpft habe. Eine frühere Äußerung des Vaters in einem Interview mit Nastoyaschye Vremya, sein Sohn habe auf der ukrainischen Seite „gekämpft“, wurde von ihm später dementiert und als falsche Auslegung bezeichnet. Auch die Mutter dementierte eine militärische Rolle, er sei als Fotograf und freischaffender Journalist dort gewesen.

## Tätigkeit als Journalist in Belarus
Ab März 2019 war er Fotograf von Eurapejskaje Radyjo dlja Belarussi und arbeitete beim Treffen der Regierungschefs von Österreich (Sebastian Kurz) und Belarus (Sjarhej Rumas) in Minsk. Er arbeitete ferner für die belarussische Ausgabe von Radio Free Europe / Radio Liberty.

## Tätigkeit für den Telegram-Kanal Nexta
Ende 2019 verließ Pratassewitsch Belarus. 2020 schloss er sich dem von Szjapan Puzila gegründeten Telegram-Kanal Nexta an. Im August 2020, nachdem die belarussischen Behörden versucht hatten, den Internetzugang während der Präsidentschaftswahlen 2020 zu sperren, wurde Nexta zu einer der Hauptinformationsquellen über die Proteste gegen die manipulierten Wahlen und begann, die Proteste zu koordinieren. Nexta veröffentlichte außerdem als Erstes Bilder der Gewalt und Folter durch Sicherheitskräfte. Der Kanal sowie der Schwesterkanal Nexta Live hatten 2021 zusammen rund 2.000.000 Abonnenten. Im September 2020 verließ Pratassewitsch Nexta. Seine Eltern zogen wie auch Pratassewitsch ins Ausland, nachdem wegen Ramans Aktivitäten sein Vater als Offizier in der Armee degradiert und seiner Mutter als Lehrerin an einer Militärakademie gekündigt worden war.
Am 5. November 2020 wurden Pratassewitsch und Puzila wegen der Organisation von Massenunruhen (Artikel 293 des belarussischen Strafgesetzbuches), Handlungen, die die öffentliche Ordnung grob verletzen (Artikel 342) und Anstiftung zu sozialer Unruhe aufgrund beruflicher Zugehörigkeit (Artikel 130, Absatz 3) angeklagt. Er bat in Polen um politisches Asyl, erhielt dies allerdings wegen fehlender Dokumente nicht. Eine Auslieferung wurde seitens der EU abgelehnt und missbilligt, u. a. nachdem der belarussische Geheimdienst KGB Pratassewitsch am 19. November 2020 auf eine Liste von am Terrorismus beteiligten Personen aufgenommen hatte. Im Herbst 2020 zog Pratassewitsch nach Vilnius.
Am 2. März 2021 gab Pratassewitsch bekannt, dass er für den Telegram-Kanal @belamova zu arbeiten begonnen habe, der zuvor von einem inhaftierten Blogger, Ihar Lossik, herausgegeben worden war.

## Verhaftung im Mai 2021 / Verurteilung und Begnadigung im Mai 2023
Am 23. Mai 2021 wurde der Ryanair-Flug 4978 von Athen nach Vilnius mit Pratassewitsch an Bord vom belarussischen Flugsicherheitsdienst über eine mögliche Bombe an Bord informiert und zum Minsker Nationalflughafen umgeleitet. Die Bombenwarnung stellte sich später als Vorwand heraus, um das Flugzeug zur Landung in Belarus zu zwingen.
In Minsk wurde Pratassewitsch aus dem Flugzeug abgeführt und verhaftet, ebenso seine russische Freundin, die Studentin Sofja Sapega. Der Vorfall sorgte für internationale mediale Aufmerksamkeit und einen diplomatischen Eklat.
In einem Tweet vom 23. Mai 2021 erklärte die im Exil lebende belarussische Oppositionsführerin Swjatlana Zichanouskaja, dass Pratassewitsch aufgrund dieser Anschuldigungen in Belarus die Todesstrafe drohe. Anderen Quellen zufolge könnten die gegen ihn erhobenen Anschuldigungen eine Gefängnisstrafe von bis zu 15 Jahren nach sich ziehen. Am 24. Mai 2021 veröffentlichten acht belarussische Organisationen, darunter Wjasna und das Belarussische Helsinki-Komitee, eine gemeinsame Erklärung, in der Pratassewitsch als politischer Gefangener bezeichnet wurde.

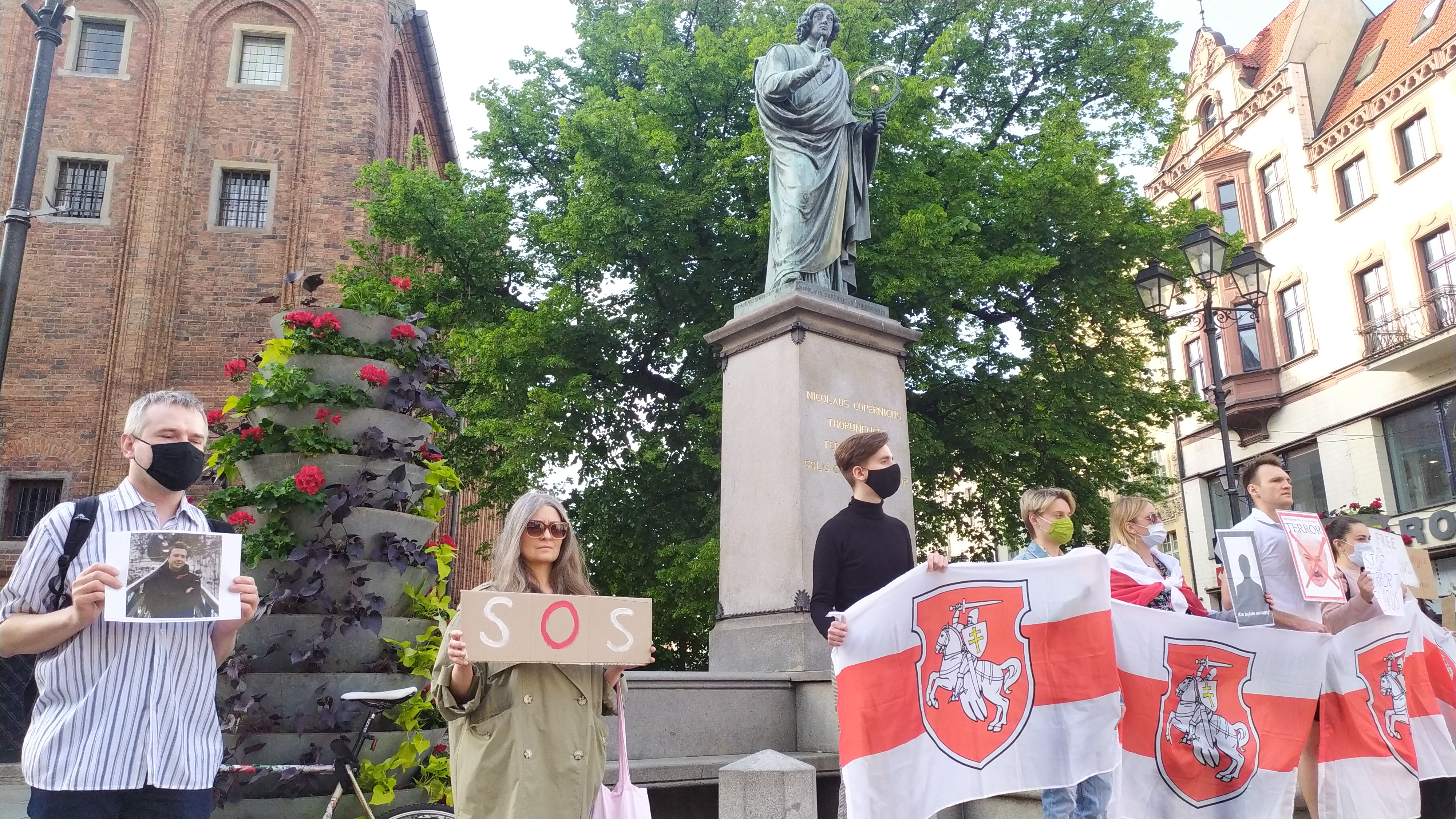
Protest von Unterstützern von Pratassewitsch in Toruń, Polen, 25. Mai 2021

Über den Verbleib von Pratassewitsch nach seiner Verhaftung am 23. Mai 2021 gab es zunächst keine gesicherten Informationen. Am Abend des 24. Mai 2021 wurde in einem staatsnahen Nachrichtenkanal ein Video von Pratassewitsch veröffentlicht. Darin sagte er, er sei im Untersuchungsgefängnis Nr. 1 in Minsk. Er habe keine Probleme mit dem Herzen oder anderen Organen und sei bei guter Gesundheit; die Wärter würden ihn respektvoll behandeln und er kooperiere mit der Polizei. Er gestand in dem Video auch die in Belarus unter Strafe stehende Organisation von Massenprotesten. Die Mutter Pratassewitschs wies darauf hin, dass die linke Wange ihres Sohnes geschwollen war und nach unten hing: „Selbst unter der Schminke sieht man eine gelbliche Färbung – vermutlich wurden Blutergüsse mit Puder überdeckt.“ Weiterhin seien am Hals Würgemale zu erkennen. Sie sei sich sicher, dass man ihm auf die Nase geschlagen und diese möglicherweise gebrochen habe. Zuvor hatten bereits andere Oppositionelle und Beobachter geäußert, dass Pratassewitsch „mit hoher Wahrscheinlichkeit“ gefoltert werde.
Am 31. Mai 2021 übernahm Cem Özdemir, Mitglied des Deutschen Bundestages, die Patenschaft für den politischen Gefangenen.
Am 25. Juni 2021 wurden Pratassewitsch und seine Freundin nach Angaben seines Vaters in Hausarrest verlegt. Sie befanden sich fortan in einer Wohnung in Minsk.
Im Januar 2022 wurde bekannt, dass Pratassewitsch zusammen mit Szjapan Puzila, Franak Wjatschorka und Anton Motolko von belarussischen Behörden in 10 Anklagepunkten beschuldigt wurde. Ihnen wurde vorgeworfen, eine Verschwörung zur Machtergreifung organisiert, zum Hass aufgestachelt, Massenunruhen organisiert, extremistische Formationen gebildet, Hochverrat sowie eine Reihe weiterer schwerer Straftaten begangen zu haben.
Im Mai 2022 wurde Pratassewitschs Freundin Sofja Sapega zu sechs Jahren Haft verurteilt. Im Juni 2023 wurde sie begnadigt und konnte in ihr Heimatland Russland zurückkehren.
Am 3. Mai 2023 wurde Pratassewitsch zu 8 Jahren verschärfter Lagerhaft verurteilt, unter anderem wegen angeblicher Organisation von Massenunruhen, öffentlicher Aufrufe zu Terroranschlägen, der Führung einer extremistischen Organisation (als solche ist «Nexta» in Belarus eingestuft), der Verleumdung und Beleidigung des Präsidenten sowie weiterer, ungenannter Vergehen. Gleichzeitig wurden zwei Mitangeklagte in Abwesenheit, Szjapan Puzila, der Gründer von Nexta, und Jan Rudik, ein weiterer leitender Redakteur des Kanals, zu Lagerhaftstrafen von 20 und 19 Jahren verurteilt. Allen Verurteilten warf die vom Regime abhängige Justiz die Planung einer Verschwörung zur gewaltsamen Machtergreifung vor. 19 Tage nach seiner Verurteilung wurde Pratassewitsch am 22. Mai 2023 überraschend begnadigt. Eine Begründung wurde nicht genannt.
Im Mai 2023 kehrte Pratassewitschs Mutter aus Polen zurück nach Belarus. In einem Interview mit der staatlichen Nachrichtenagentur BelTA erklärte Pratassewitsch, dass er auf keinen Fall vorhabe, sein Leben mit der Politik zu verbinden.

## Instrumentalisierung durch Staatspropaganda
Am 3. Juni 2021 veröffentlichte das belarussische Staatsfernsehen ONT ein Propagandavideo eines Gesprächs mit Pratassewitsch, in dem er Präsident Lukaschenka lobt und zugibt, zu Protesten aufgerufen zu haben; zum Ende bricht er in Tränen aus. Sein Vater äußerte, das Gespräch sei offensichtlich unter Zwang entstanden. Internationale Beobachter äußerten die Vermutung, Pratassewitsch sei vor dem Interview gefoltert worden.
Am 14. Juni 2021 nahm Pratassewitsch an einer Pressekonferenz des belarussischen Außenministeriums in Minsk teil und sagte, er fühle sich gut, sei gesund und sei nicht geschlagen worden, er biete eine unabhängige medizinische Untersuchung an. Nach Ansicht der Opposition war dies ein weiterer öffentlicher Auftritt unter Zwang.
Nach Angaben von Vertretern der belarussischen Opposition, die im Warschauer Exil leben, war Pratassewitsch in der Haft vom Geheimdienst KGB durch Repressalien und die Aussicht auf Erleichterungen dazu gebracht worden, sich positiv über das Regime Lukaschenkas zu äußern.
Drei Tage nach dem am 6. Mai 2022 verkündeten Urteil über Sofia Sapega wurde auf einem angeblich von Pratassewitsch betriebenen Telegram-Kanal bekanntgegeben, dass er geheiratet habe. Dazu wurde ein Foto eingestellt, auf dem er und eine namentlich nicht genannte junge Frau sich küssen. Laut dem angeblich von Pratassewitsch stammenden Kommentar dazu hatten er und Sofia Sapega schon am Ende ihres gemeinsamen Urlaubs in Griechenland beschlossen, sich zu trennen.
Im August 2022 sagte er in einem Minsker Prozess gegen Oppositionelle aus, dass die Gruppe um Swjatlana Zichanouskaja einen gewaltsamen Putsch geplant habe. Er nannte die Namen von angeblich an den Planungen Beteiligten. Seine im Ausland lebenden Eltern warnten davor, Geständnissen des Sohns Glauben zu schenken.